# Isla Cormorán Grande
La isla Cormorán Grande (en inglés: Big Shag Island) es una de las islas Malvinas. Se ubica en la bahía del Aceite, al norte de la bahía de la Maravilla, entre las penínsulas San Luis y Olivieri de la isla Soledad, cerca de la isla del Centro.